# تسريب وثيقة العراق عام 2004
نشرت صحيفة ديلي تلغراف البريطانية في 18 سبتمبر/أيلول 2004 مقالتين بعنوان "أوراق سرية تظهر أن بلير تلقى تحذيرات من الفوضى في العراق" و "الفشل ليس خياراً، ولكن هذا لا يعني أنهم سوف يتجنبونه" بقلم الصحفي مايكل سميث، كاشفاً عن محتويات ست وثائق حكومية بريطانية مسربة – وصفت بأنها "سرية" أو "خاصة" – تتعلق بالفترة التي سبقت الحرب في العراق.
حظيت الوثائق باهتمام الصحافة الأمريكية بعد تسعة أشهر عندما نشرت وكالة أسوشيتد برس (AP) نسخًا مطبوعة كاملة من جميع الوثائق الست على موقعها الإلكتروني في 18 يونيو/حزيران 2005. قدّم المراسل البريطاني هذه النسخ، وقال إنه أتلف الوثائق الأصلية لحماية مصادره. وصرح مسؤول بريطاني كبير لم يُكشف عن هويته بأن الوثائق تبدو أصلية.

## محتويات
ذكرت وكالة أسوشيتد برس أن المذكرات تُظهر: "عندما تناول كبير مستشاري رئيس الوزراء توني بلير للسياسة الخارجية العشاء مع كوندوليزا رايس بعد ستة أشهر من هجمات الحادي عشر من سبتمبر، لم ترغب مستشارة الأمن القومي الأمريكية آنذاك في مناقشة أسامة بن لادن أو تنظيم القاعدة. أرادت الحديث عن "تغيير النظام" في العراق، مما مهد الطريق للغزو الذي قادته الولايات المتحدة بعد أكثر من عام".
قال بيتر ريكيتس، المدير السياسي في وزارة الخارجية البريطانية، في إحدى المذكرات: "بالنسبة للعراق، لا يُعقل أن يكون "تغيير النظام" مُجديًا. يبدو الأمر أشبه بضغينة بين بوش وصدام". (انظر أبريل/نيسان 1993 للاطلاع على محاولة صدام اغتيال والد بوش).
وتعرب المذكرات عن القلق بشأن انتهاك القانون الدولي، لكن بلير يظهر مصمماً على الذهاب إلى الحرب بصفته حليفاً لبوش بغض النظر عن ذلك.
قال توني دودج، الخبير في شؤون العراق بجامعة لندن: "تُظهر الوثائق ما توصلت إليه التحقيقات الرسمية في بريطانيا بالفعل، وهو أن قضية أسلحة الدمار الشامل استندت إلى معلومات استخباراتية هشة، واستُخدمت لتضخيم الأدلة إلى حد الكذب. بخوضه الحرب مع بوش، دافع بلير عن العلاقة الخاصة بين البلدين، كما فعل غيره من القادة البريطانيين. لكنه كان يعلم أنه يُخاطر سياسيًا كبيرًا في الداخل. كان يعلم أن شرعية الحرب موضع شك، وأن عدم شعبيتها لم يكن موضع شك قط". وأضاف دودج أن المذكرات تُظهر أن بلير كان يُدرك أن عدم الاستقرار في العراق بعد الحرب أمرٌ مُحتمل.
أفاد ديفيد مانينغ، الذي كان مستشار بلير الرئيسي للسياسة الخارجية، في إحدى المذكرات عن اجتماع في واشنطن العاصمة مع رايس؛
من الواضح أن بوش ممتن لدعمك [بلير]، وقد لاحظ أنك تتعرض لانتقادات لاذعة. قلتُ إنك لن تتراجع عن دعمك لتغيير النظام، لكن كان عليك أن تتعامل مع صحافة وبرلمان ورأي عام مختلف تمامًا عن أي شيء في الولايات المتحدة. ولن تتراجع أيضًا عن إصرارك على أنه إذا سعينا لتغيير النظام، فيجب أن يتغير بعناية فائقة وأن يُسفر عن النتيجة المرجوة. لم يكن الفشل خيارًا واردًا.
أخبرتُ كونداليزا رايس أننا ندرك أن إدارة بوش قادرة على المضي قدمًا بمفردها... ولكن إذا أرادت أن تكون عونًا لها، فعليها أن تأخذ في الاعتبار شركائها المحتملين في الائتلاف. وعلى وجه الخصوص:
البعد الأممي. يجب التعامل مع قضية مفتشي الأسلحة بطريقة تُقنع الرأي العام الأوروبي والرأي العام الأوسع بأن الولايات المتحدة مُدركة للإطار الدولي، ولإصرار العديد من الدول على ضرورة وجود أساس قانوني. وسيكون رفض صدام المُتجدد لعمليات التفتيش غير المُقيدة حجة قوية.
كتب السير كريستوفر ماير بعد غداء مع بول وولفويتز رسالة خاصة إلى مانينغ:
بدأت بالتقيد التام تقريبًا بالنص الذي استعملته مع كوندوليزا رايس في ما يخص العراق الأسبوع الماضي. دعمنا تغيير النظام، لكن الخطة كان لا بد أن تكون ذكية، والفشل لم يكن خيارًا مطروحًا... كان بإمكان الولايات المتحدة أن تتحرك منفردة إذا أرادت. ولكن إذا أرادت أن تتحرك مع شركاء، كان لا بد من وجود إستراتيجية لبناء دعم لعمل عسكري ضد صدام. تطرقتُ بعد ذلك إلى ضرورة إرباك صدام فيما يخص المفتشين وقرارات مجلس الأمن، وإلى الأهمية البالغة لخطة السلام في الشرق الأوسط.
وجاء في مذكرة مؤرخة 22 مارس/آذار من ريكيتس إلى وزير الخارجية جاك سترو:
لكن حتى أفضل دراسة استقصائية لبرامج أسلحة الدمار الشامل العراقية لن تُظهر تقدمًا يُذكر في السنوات الأخيرة على صعيد الأسلحة النووية أو الصاروخية أو الأسلحة الكيميائية أو البيولوجية: فالبرامج مثيرة للقلق الشديد، لكنها لم تُكثّف، على حد علمنا. إن سعي الولايات المتحدة الدؤوب لإثبات وجود صلة بين العراق وتنظيم القاعدة غير مقنع حتى الآن بصراحة. للحصول على دعم شعبي وبرلماني للعمل العسكري، يجب أن نكون مُقنعين بأن التهديد خطير/وشيك لدرجة أنه يستحق إرسال قواتنا للتضحية بحياتها من أجله؛ وأنه يختلف نوعيًا عن التهديد الذي تُشكّله دول أخرى تُروّج للأسلحة النووية، وهي دول أقرب إلى امتلاك القدرة النووية (بما في ذلك إيران).

## وثائق
1. وزارة الخارجية والدفاع، مكتب مجلس الوزراء، "العراق: ورقة الخيارات"، 8 آذار/مارس 2002 (ملف بي دي إف)
2. ديفيد مانينغ، رسالة إلى رئيس الوزراء خلال العشاء مع كونداليزا رايس، 14 مارس/آذار 2002 (ملف بي دي إف)
3. كريستوفر ماير، مذكرة حول غداء الأحد مع بول وولفويتز، إلى ديفيد مانينغ، 18 مارس/آذار 2002 (ملف بي دي إف)
4. بيتر ريكيتس، رسالة إلى جاك سترو، 22 مارس/آذار 2002 (ملف بي دي إف)
5. جاك سترو، رسالة إلى رئيس الوزراء، 25 مارس 2002 (ملف بي دي إف)
6. إحاطة قانونية من وزارة الخارجية (ملف بي دي إف)

- مذكرة ما قبل داونينج ستريت، والمعروفة أيضًا باسم DSM II (رسالة إلى الوزراء: العراق: شروط العمل العسكري)، 21 يوليو 2002
- مذكرة داونينج ستريت، 23 يوليو 2002
- مذكرة جولدسميث، 7 مارس 2003
- نائب المستشار القانوني لوزارة الخارجية – رسالة استقالة، 18 مارس 2003

## روابط خارجية